# 공자 고
공자 고(公子 高, ? ~ 기원전 209년)는 진나라의 황족으로, 시황제의 아들이다.

## 행적
기원전 209년, 시황제의 뒤를 이어 이세황제가 즉위하였다. 이세황제는 부소·장려 등 공자 열두 명과 공주 열 명을 죽이고, 대신 몽의 등 측근들까지 죽였다.
공자 고는 달아나려 하였으나, 일가족이 주멸될 것을 걱정하여 글을 올렸다.
| “ | 선제께서 건강하셨을 때, 신은 거처에 들어가 음식을 받고, 길을 나설 때는 수레를 탔습니다. 어부(御府; 황제의 소지품 창고)의 옷도 받았고, 마구간의 명마도 받았습니다. 신은 당연히 죽어야 할 것을 그러지 못했으니, 사람으로서 불효하였고, 신하로서 불충하였습니다. 불충한 자는 세상에 이름을 남길 수 없으니, 신은 따라 죽고자 합니다. 신을 역산(酈山) 아래에 묻어 주십시오. 신을 가련하게 여겨주시면 다행이겠습니다. | ” |

글을 받아본 이세황제는 크게 기뻐하여 낭중령 조고에게 보여주고는 말하였다.
| “ | 어지간히 급했던 모양이군요. | ” |

| “ | 당장 죽게 되어 주어진 시간이 없으니, 어찌 꾀를 부릴 수 있겠습니까! | ” |

이세황제는 고의 글을 받아들이고, 10만 전을 장례 비용으로 내려주었다.

## 출전
- 사마천, 《사기》 권87 이사열전